# Đèo Chuối
Đèo Chuối là đèo đồi nằm trên quốc lộ 20 ở huyện Đạ Huoai tỉnh Lâm Đồng, Việt Nam .
Đèo Chuối ở phần đông bắc thị trấn Ma Đa Guôi 11°23′06″B 107°32′04″Đ / 11,385109°B 107,534413°Đ, nằm giữa trung tâm hành chính thị trấn và khu du lịch tại thắng cảnh Suối Tiên.
Đèo dài 4 km, điểm cao nhất so với mặt nước biển là 350 m. Do trước đây khu vực quanh đèo có nhiều chuối rừng nên người dân địa phương đặt tên là đèo Chuối. Khi đến đỉnh đèo sẽ cảm nhận được không khí mát lành của vùng cao nguyên .